# Volta ao Tolima
A Volta ao Tolima é uma corrida de ciclismo colombia disputada, geralmente no mês de abril, no departamento de Tolima. Faz parte do calendário nacional colombiano. Dezassete edições desenvolveram-se desde que em 2002, a Clásica del Tolima tem tomado o nome de Vuelta al Tolima.

## História recente
A edição de 2013 conheceu um número recorde de participantes com não menos de 226 corredores à saída. Cifra que aparece inatingível hoje com as novas normas vigentes que restringem a participação.
Em 2015, uma Volta ao Tolima Feminina foi criada. e está vencida por Cristina Sanabria
A edição 2017, sustentada pelo executivo departemental e a Fábrica de Licores do Tolima, tinha que contar cinco etapas para os homens e três para as mulheres. Na ausência das autorizações, passadas pela agência governamental Instituto Nacional de Vias, para a preparação e a disposição das estradas utilizadas pela competição, a prova masculina não conta em definitiva que duas etapas e aquela das femininas não tiveram finalmente  lugar.
A edição de 2018 correu bem, desenvolvida em sua integridade mas sem a presença das equipas continentais colombianas (excepto a EPM, dominadoras da prova). Esta defeição explica-se pelo receio que tem suscitado a ausência, uma nova vez, das autorizações de circulação e a anulação das últimas etapas no ano precedente.
Em 2019, as autorizações de circulação têm sido bem livradas pela INVIAS. A competição oferece uma saída inédita de Chaparral. No que vai desse ano, a prova feminina e aquela dos homens se disputam conjuntamente numa duração de quatro etapas. A carreira é organizada sempre pela Liga Ciclista de Tolima (presidida pelo antigo ciclista e director desportista Nazario Arango), sustentada pelo executivo departemental e Indeportes Tolima

## Palmarés masculino
| Ano                | Ganhador             | Segundo                 | Terceiro                |
| ------------------ | -------------------- | ----------------------- | ----------------------- |
| Clássica do Tolima |                      |                         |                         |
| 1991               | Hugo Rendón          | Gustavo Wilches [es]    | Jairo Giraldo           |
| 1994               | Martín Farfán        |                         | José Vicente Díaz Reyes |
| 1995               | Henry Cárdenas       | Augusto Triana          |                         |
| 1996               | Luis Espinosa        | Fabio Hernán Rodríguez  |                         |
| 1997               | Henry Cárdenas       | Israel Ochoa            | Jairo Obando            |
| 1999               | Jairo Hernández      |                         |                         |
| 2001               | Hernán Darío Bonilla | Ismael Sarmiento        | Raúl Montanha           |
| Volta ao Tolima    |                      |                         |                         |
| 2002               | Élder Herrera        | Alejandro Cortés [en]   | Libardo Menino          |
| 2003               | Heberth Gutiérrez    | Juan Diego Ramírez      | Víctor Menino           |
| 2004               | Alexis Rojas         | Víctor Becerra          | Néstor Bernal           |
| 2005               | Hernán Darío Muñoz   | Daniel Rincón           | Mauricio Neiza [nl]     |
| 2006               | Jairo Hernández      | Alejandro Serna         | Wilson Zambrano         |
| 2007               | Mauricio Ortega      | Giovanni Barriga        | Libardo Menino          |
| 2008               | Juan Diego Ramírez   | Iván Parra              | Iván Casas              |
| 2009               | Não disputado        | Não disputado           | Não disputado           |
| 2010               | Daniel Bernal        | Andrés Guerreiro        | Julián Triviño          |
| 2011               | Janier Acevedo       | Sergio Henao            | Álvaro Gómez            |
| 2012               | Félix Cárdenas       | Óscar Sevilla           | Juan Diego Ramírez      |
| 2013               | Óscar Sevilla        | Rodolfo Torres          | Freddy Montaña          |
| 2014               | Óscar Sevilla        | Aristóbulo Cala         | Rodrigo Contreras       |
| 2015               | Alejandro Ramírez    | Alejandro Serna         | Luis Felipe Laverde     |
| 2016               | Óscar Soliz          | Alejandro Serna         | Alexander Gil           |
| 2017               | Alex Cano            | Rodrigo Contreras       | Juan Pablo Rendón       |
| 2018               | Rodrigo Contreras    | Juan Pablo Suárez       | Freddy Montaña          |
| 2019               | Miguel Ángel Rubiano | Jhon Anderson Rodríguez | Walter Pedraza          |

## Palmarés feminino
| Ano  | Ganhador          | Segundo           | Terceiro          |
| ---- | ----------------- | ----------------- | ----------------- |
| 2015 | Cristina Sanabria | Lorena Colmenares | Adriana Tovar     |
| 2016 | Serika Gulumá     | Myrian Núñez      | Branca Moreno     |
| 2017 | Não disputado     | Não disputado     | Não disputado     |
| 2018 | Luisa Motavita    | Jessica Parra     | Lorena Beltrán    |
| 2019 | Adriana Tovar     | Estefanía Herrera | Daniela Atehortúa |